# Hrabstwo Stearns
Hrabstwo Stearns (ang. Stearns County) – hrabstwo w stanie Minnesota w Stanach Zjednoczonych. Hrabstwo zajmuje powierzchnię 3600 km². Według szacunków United States Census Bureau w roku 2010 liczyło 150 642 mieszkańców. Siedzibą administracyjną hrabstwa jest St. Cloud.

## Miasta
- Albany
- Avon
- Belgrade
- Cold Spring
- Clearwater
- Eden Valley
- Elrosa
- Fairhaven (CDP)
- Freeport
- Greenwald
- Holdingford
- Kimball
- Lake Henry
- Meire Grove
- Melrose
- New Munich
- Paynesville
- Richmond
- Rockville
- Roscoe
- Sauk Centre
- Spring Hill
- St. Anthony
- St. Augusta
- St. Joseph
- St. Martin
- St. Rosa
- St. Stephen
- Waite Park